# Koehneria madagascariensis
Koehneria madagascariensis là một loài thực vật có hoa trong họ Lythraceae. Loài này được (Baker) S.A. Graham, Tobe & Baas mô tả khoa học đầu tiên năm 1986.